# رود یرینات
رود یرینات (انگلیسی: Yerinat) یک رودخانه در استان خاکاسیای کشور روسیه است.